# 無殼蝸牛連環泡
無殼蝸牛連環泡為星里望留所作的日本漫畫，全10冊。主要描述男主角「不破雷蔵」在東京租房子與年幼他約10歲的女主角「氷山一角」同居的故事。

## 主要登場人物
不破雷蔵
- 初登場時：25歲

最初在DM公司任職。為了搬到更大的房子，向「兼森時子」借錢。同時期，原本任職的公司要搬到新住所對面的大樓，可是發生地震，新辦公室的大樓傾斜變成危樓而被封鎖。所以租到的新住所，借給公司兼做辦公室。
氷山一角　
- 初登場時：15歲

母早逝，有一個同父異母的6歲弟弟。高中因故休學，前往東京工作。
兼森時子
- 初登場時：25歲

「不破雷蔵」昔日的戀人。不破為了搬家租更大的房子，曾向她借錢。已嫁給「兼森万夫」，但時常因故離家出走。
兼森万夫　
- 初登場時：38歲

比「兼森時子」年長13歳的丈夫。建設会社「兼森開発」的社長。
駒田
兼森万夫的秘書。「兼森開発」最初的員工。
石橋幸子
- 初登場時：48歲

「不破」的房東（兼作辦公室的那間）。28歳時與年幼10歳的貧窮學生「兼森万夫」相恋。
難波
一石次男
千里
堀井
玉井健吾
田之倉康伸
獨居老人，年輕時以日幣15万円購入土地與房子。
名取学
- 初登場時：20歲

重考生（大學入學考落榜3次）
仁藤萌子
倉本陶子
倉本大志
杉田ひとし
建築設計師。但其所設計的建築大多被偷工減料。
渡辺トシ子
杉田的同事兼戀人。
友井達郎
「不破雷蔵」的高中同學。
友井日出子
「友井達郎」的妹妹。曾暗戀「不破雷蔵」。
七瀬
鈴木モモコ

## 外部連結
- （日語）[永久]